# Marchánt Davis
Marchánt Davis (Filadelfia, 9 ottobre 1992) è un attore statunitense.
È noto principalmente per la sua interpretazione come protagonista nel film The Day Shall Come e come membro del cast in Reality e Tuscaloosa (2019). Durante la sua carriera ha ricevuto una candidatura ai Lucille Lortel Award per la sua interpretazione in Ain't No Mo' di Jordan E. Cooper al The Public Theatre.

## Filmografia parziale

### Cinema
- The Day Shall Come (2019)
- Reality, regia di Tina Satter (2023)